# Paprika (film, 1991)
Pour les articles homonymes, voir Paprika (homonymie).
Pour plus de détails, voir Fiche technique et Distribution.
Paprika est un film italien réalisé par Tinto Brass et sorti en 1991. 
Il s'agit d'une libre adaptation du célèbre roman de l'écrivain britannique du XVIIIe siècle John Cleland Mémoires de Fanny Hill, femme de plaisir, publié pour la première fois en 1748, dont l'action est transposée dans les années 1950.

## Synopsis
En 1958, Mimma, une jeune femme plantureuse jouée par Debora Caprioglio, décide de travailler dans un bordel pour une courte période (la quinzaine, 15 jours) afin d'arrondir ses fins de mois et d'aider son fiancé Nino. Elle décide de se faire appeler Paprika après avoir goûté un goulash.
Quand elle découvre que Nino veut juste l'exploiter, elle continue cependant son travail et fréquente plusieurs bordels, tant en Italie qu'à l'étranger, connaissant plusieurs personnes, certains bienveillants, d'autres sordides, juste avant la promulgation de la loi Merlin ordonnant la fermeture de tous les lupanars. Elle s'installe chez le comte Bastiano, un riche client âgé, avec qui elle se marie. Mais pendant la nuit de noces, le vieux comte meurt. La veuve devenue riche continue de chercher le grand amour qu'elle trouve finalement auprès d'un marin.

## Fiche technique
- Titre : Paprika
- Réalisateur : Tinto Brass
- Scénario : Tinto Brass, Bernardino Zapponi
- Format : Couleurs
- Genre  : drame
- Durée : 103 minutes
- Pays :  Italie
- Date de sortie :
  - Italie : 13 février 1991

## Distribution
- Debora Caprioglio : Mimmo / Paprika
- Stéphane Ferrara : Rocco
- Martine Brochard : Madame Collette
- Stéphane Bonnet : Franco
- Rossana Gavinel : Gina
- Renzo Rinaldi : le comte Bastiano
- Nina Soldano : la journaliste
- Clara Algranti : Sciura Angelina
- Luciana Cirenei : Donna Olimpia
- John Steiner : Principe Ascanio
- Valentine Demy : Beba
- Paul Muller : Milvio